# Reventador
Stratovulkán Reventador je nejaktivnejší z řetězu vulkánů ležících v Ekvádoru. 3562 m vysoká, převážně andezitová sopka se tyčí nad Amazonskou pánví. Vrchol sopky tvoří menší kaldera tvaru písmene „U“.

## Historie
Od první doložené erupce v roce 1541 sopka eruptovala více než 25krát. Většinou se jedná o explozivní erupce s produkcí početných lávových proudů, pyroklastických proudů, laharů a mračen popela, které jsou pozorovatelné až z Quita. Protože se sopka nachází v řídce obydlené oblasti, erupce většinou způsobují jen materiální škody. Poslední velká erupce se odehrála v letech 2002-2003, kdy sopka od 3. listopadu 2002 do 10. ledna 2003 vyprodukovala 36 mil. m3 lávy, 8 km dlouhé pyroklastické proudy a mrak popela, který vystoupal do výšky až 17 km.

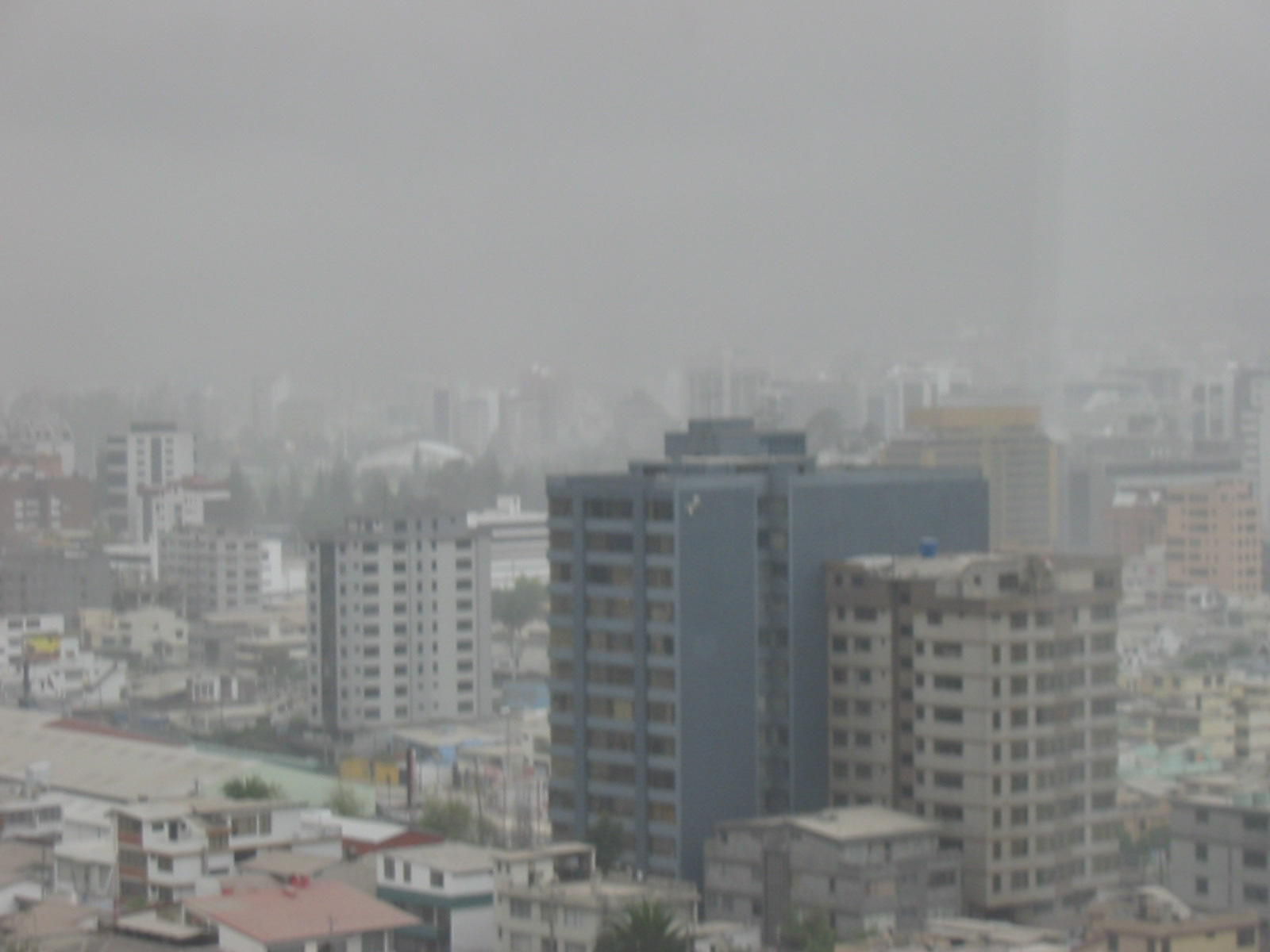
Quito zahalené popelem z erupce v roce 2002
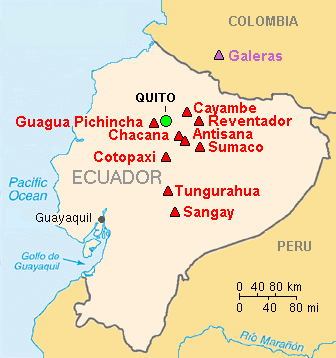
Mapa významných ekvádorských sopek